# La Castellana (Philippines)
Pour les articles homonymes, voir La Castellana, La Castellane et Castellana.
La Castellana, officiellement la Municipalité de La Castellana, est une municipalité des Philippines de la province du Negros occidental, aux Philippines. Selon le recensement de 2015, elle compte 74 855 habitants.
La ville porte le nom du célèbre Paseo de la Castellana à Madrid, en Espagne.
La Castellana est une ville rurale située au pied du volcan Kanlaon, connue pour ses sources naturelles, ses chutes d'eau et ses sites pittoresques. C'est une ville agricole engagée dans la culture de la canne à sucre, du riz et de la banane. Elle abrite de nombreux festivals, à savoir Bailes de Luces, le festival de la banane et le jour de la fête senior de San Vicente Ferrer, où les fidèles de près et de loin viennent pour être guéris (?). La station thermale de Caduhada est un lieu touristique populaire situé à Sitio Mambangon, Barangay Cabacungan.

## Barangays
La Castellana est politiquement subdivisée en 13 barangays :
- Biaknabato
- Cabacungan
- Cabagnaan
- Camandag
- Lalagsan
- Manghanoy
- Mansalanao
- Masulog
- Nato
- Puso
- Robles (Poblacion)
- Sag-Ang
- Talaptap